# Dioscorea spicata
Dioscorea spicata är en enhjärtbladig växtart som beskrevs av Albrecht Wilhelm Roth. Dioscorea spicata ingår i släktet Dioscorea och familjen Dioscoreaceae. Inga underarter finns listade i Catalogue of Life.